# Capella de la finca els Comdals
La Capella de la finca els Comdals és una obra de Cervera (Segarra) protegida com a Bé Cultural d'Interès Local.

## Descripció
Aquesta capella està integrada dins l'estructura del gran casal que presideix la finca dels Comtals. A l'exterior només es posa de manifest amb la portada adovellada amb el senyal heràldic.
A la capella s'hi accedeix per una escalinata aixoplugada en un gran ràfec o voladís sostingut per un pilar de pedra que parteix de l'escala.

## Història
La finca els Comtals és una antiga granja situada a la ribera entre Vergós i Sant Pere dels Arquells, té l'origen en el molí del mateix nom adquirit pel monestir de Montserrat al segle xvi, quan es bastí el gran casal i un primer molí. La finca era la més gran de tot el terme 58,6 ha de superfície. La propietat era travessada pel camí reial de Madrid a Barcelona.